# معركة تادلة
معركة تادلة هي معركة وقعت سنة 1554 في منطقة تادلة بين أبو الحسون آخر سلطان من سلالة الوطاسيين، ومحمد الشيخ السلطان السعدي.

## سياق الأحداث
في سنة 1549 ، خسر الوطاسيون مدينة فاس ثم تلمسان أمام منافسيهم الجدد السعديين بقيادة محمد الشيخ، مما اضطر أبو الحسون للهروب للأراضي العثمانية حيث منح له اللجوء.
استطاع أبو الحسون بمساعدة العثمانيين بقيادة صالح ريس في عهد السلطان سليمان القانوني، استعادة فاس سنة 1554، و إعادة السلطة لأبو الحسون كسلطان، حيث أكرم القوات العثمانية التي ساعدته وأعطاهم قاعدة جزيرة باديس، التي كان قد إستعادها المغاربة من إسبانيا سنة 1522.
لم تدم إستعادت السلطة من قبل الوطاسيين طويلا إذ سيسعون بعد ذالك لستعادت الأجزاء التي يسيطر عليها السعديون في الجنوب مما سيؤدي لوقوع معركة تادلة في سبتمبر 1554 سيهزم فيما السعديون الوطاسيين ويقتلون أخر حكامهم أبو الحسون .

## نتائج المعركة
بعد المعركة، تمكن محمد الشيخ من دخول مدينة فاس في 13 سبتمبر 1554 وأصبح سلطانا بلا منازع. رد العثمانيون باغتيال محمد الشيخ في عام 1557 ومحاولة غزو البلاد في العام التالي، مما أدى إلى وقوع معركة واد اللبن.